# John Galt (novelista)
John Galt (2 de mayo de 1779 – 11 de abril de 1839) fue un escritor británico.

## Biografía
Nació en Irvine (Escocia), hijo de un capitán naval. Cuando su familia fue a Malden en 1789, se hizo aprendiz de oficinista, escribiendo ensayos y relatos para un periódico local durante su tiempo de ocio. Se trasladó a Londres en 1804 con el objetivo de obtener riqueza. En 1809, Galt comenzó a estudiar Derecho en Lincoln.
Cuando posteriormente se encontraba viajando por Europa, Galt se encontró con el poeta Lord Byron y mantuvieron una amistad. Tras su vuelta a Londres, escribió sobre sus viajes, los cuales fueron recibidos con un éxito considerable. Décadas más tarde, él habría publicado también la primera biografía completa sobre Lord Byron. 
En 1813, Galt intentó fundar una compañía de negocios gibraltareña, con el propósito de burlar el embargo de Napoleón para con el Reino Unido; de cualquier manera, la victoria de Wellington en España hizo que esto no fuera ya necesario. Así, volvió a Londres y contrajo matrimonio con Elizabeth Tilloch. En 1815, se hizo con el cargo de Secretario del Real Asilo Caledonio en Londres. Él también, a título particular, fue consultado en algunos asuntos de negocios.
Galt vivió algún tiempo en Londres, Glasgow, Edimburgo y otros lugares, centrando su actividad de los próximos años en sus escritos. En lo que se refiere a ficción, también escribió textos bajo el pseudónimo de Reverendo T. Clark. Reubicó su lugar de residencia con frecuencia durante este lapso, asimismo contactó con varios editores en algunas ocasiones, por ejemplo, con la Revista de Blackwood, de Oliver y Boyd. Además de esto, volvió a su anterior hogar.
En 1824, Galt fue agregado a la Secretaría para la Compañía de Canadá, una compañía establecida para la ayuda en la colonización del Norte de Canadá. Entretanto, mientras vivió en la provincia de Ontario, fundó la aldea de Guelph en 1827. 
Tiempo después, en su honor se nombró Galt a otra aldea fundada en Ontario.
Sus tres hijos jugaron importantes papeles en la política canadiense, tanto es así que, uno de ellos, se hizo con el Ministerio de Economía.
En 1829, Galt tuvo problemas con sir Peregrine Maitland, el teniente alcalde de Ontario, quien depuso a Galt de su cargo y lo encarceló varios meses (probablemente sin una base sólida) en la prisión de King’s Bench por cargos de negligencia. Una de las últimas novelas que escribió John Galt fue El miembro (The member), cuyo tema central gravita en derredor a la corrupción política.
Se retiró a Greenock, donde escribió su doble volumen Autobiografía en 1833.

## Obra

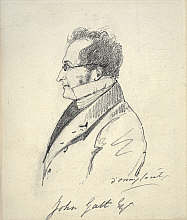
John Galt. National Gallery de Londres.

Sus novelas son conocidas por el retrato que realiza en ellas de la vida rural de Escocia, así como por su cáustico humor. John Galt escribió los siguientes trabajos: 
- Cursory Reflections on Political and Commercial Topics (1812)
- The Life and Administration of Cardinal Wolsey (1812)
- The Tragedies of Maddelen, Agamemnon, Lady Macbeth, Antonia and Clytemnestra (1812)
- Voyages and Travels (1812)
- Letters from the Levant (1813)
- The Life and Studies of Benjamin West (1816)
- The Majolo (Dos volúmenes) (1816)
- The Appeal (1818)
- The Earthquake (Tres volúmenes) (1820)
- Glenfell (1820)
- The Life, Studies and Works of Benjamin West (1820)
- Annals of the Parish (1821)
- The Ayrshire Legatees (1821)
- Sir Andrew Wylie (Tres volúmenes) (1822)
- The Provost (1822)
- The Steam-Boat (1822)
- The Entail (Tres volúmenes) (1823)
- The Gathering of the West (1823)
- Ringan Gilhaize (Tres volúmenes) (1823)
- The Spaewife Tres volúmenes) (1823)
- The Bachelor's Wife (1824)
- Rothelan (Tres volúmenes) (1824)
- The Omen (1825)
- The Last of the Lairds (1826)
- Lawrie Todd (1830)
- The Life of Lord Byron (1830)
- Southennan (Tres volúmenes) (1830)
- Bogle Corbet or The Emigrants (Tres volúmenes) (1831)
- The Lives of the Players (1831)
- The Member (1832)
- The Radical (1832)
- Stanley Buxton (Tres volúmenes) (1832)
- Autobiography (Dos volúmenes) (1833)
- Eben Erskine or The Traveller (Tres volúmenes) (1833)
- The Ouranoulagos or The Celestial Volume (1833)
- Poems (1833)
- The Stolen Child (1833)
- Stories of the Study (Tres volúmenes) (1833)
- Literary Life and Miscellanies (Tres volúmenes) (1834)
- A Contribution to the Greenock Calamity Fund (1834)
- Efforts by an Invalid (1835)
- The Demon of Destiny and Other Poems (1839)